# Rey Ángel Martínez
Rey Ángel Martínez Mendivel (L'Avana, 13 maggio 1980) è un ex calciatore cubano, di ruolo centrocampista.

## Carriera

### Nazionale
Ha debuttato in Nazionale l'11 giugno 2000, in Canada-Cuba (0-0). Ha partecipato, con la Nazionale, alla CONCACAF Gold Cup 2002. Ha collezionato in totale, con la maglia della Nazionale, 10 presenze.

## Palmarès

### Club

#### Competizioni nazionali
- Campionato cubano di calcio: 2

Ciudad de La Habana: 1998-1999, 2000-2001